# 妄想統覚劇
『妄想統覚劇』（もうそうとうかくげき）は、日本のロックバンド、Dir en greyのPV集。1998年10月7日発売。

## 解説
ライブ・ビデオ「妄想格外劇」と同時発売、インディーズ時代のシングル2枚を含んだ4曲が収録。ファンクラブ会員限定販売の「a knot only」ヴァージョンも発売された。

## 収録曲
1. -I'll-
2ndシングル。「古い記憶を辿るような感じ」がコンセプトで、石川西洋館と標高約3千メートルの山で撮影が行なわれた。京はこのPVで「BA-TSU」の衣装を着ていたことがきっかけで後に同ブランドとコラボレーションした。
2. Unknown…Despair…a Lost
シングル「JEALOUS」のカップリング曲。
3. 業
カルマと読む。前作、「「楓」〜if trans…〜」にもPVが収録されている。本作に収録されているバージョンは正式なCD音源化はされておらず、携帯公式サイトにて着うたフルが配信販売されているのみである。2013年4月3日にリリースされたミニアルバム「THE UNRAVELING」に再構築されたバージョンが収録されている。
4. JEALOUS
1stシングル。メンバーの衣装にはそれぞれコンセプトがある。京はこのPVでの衣装を「天草四郎」と名付けている。

- TVスポット4種